# The Egg (アンディ・ウィアーの短編小説)
『The Egg』は、アメリカの作家アンディ・ウィアーによる短編小説である。2009年8月15日に彼のウェブサイトGalactanet上で公開された。これはウィアーの最も人気のある短編小説であり、読者によって30以上の言語に翻訳されている。名前の明かされない48歳の男性が死んだ後、自分は神になるのに十分成熟することができるよう、宇宙のすべての生命に生まれ変わることを発見する物語である。

## あらすじ
物語には主人公である「あなた」（二人称）と神である「私」（一人称）が登場する。交通事故で亡くなった48歳の男性は、語り手である神に会う。神は、あなたはこれまでに何度も生まれ変わり、次は540年の中国の農民の少女として生まれ変わると言う。神はそれから、あなたは実は、時間の経過とともに絶えず生まれ変わってきた。そしてこれまで生きてきた、そしてこれから生きるすべての人間はあなたの化身であると説明する。あなたは自分がエイブラハム・リンカーン、アドルフ・ヒトラー、そしてイエス・キリストであることについて述べる。神はあなたがかつてジョン・ウィルクス・ブースであり、すべてのホロコーストの犠牲者であり、イエスに従ったすべての人であったと付け加える。
神は、実は他の場所にも神のような存在があり、あなたもいつか神になるのだと説明する。宇宙全体が主人公（つまりすべての人類）の卵として造られ、これまでに生きたすべての人間の生活を送ったら、あなたは神として生まれる。神が宇宙を創造した理由は、主人公が「あなたが誰かを犠牲にするたびに...あなたは自分自身を犠牲にしていた。あなたがしたすべての親切な行為は、あなたがあなた自身にした。人類がこれまでに経験したすべての幸せな、もしくは悲しい瞬間は、あなたが経験した、または経験するだろう。」ということを理解するためだった。

## 大衆文化
ラッパーのロジックは、2017年にリリースされたアルバム、"Everybody"でインスピレーションとして"The Egg"を使用し、間奏曲"Waiting Room"で再考し、ニール・ドグラース・タイソンを神としてフィーチャーした。
作品の発表10周年を記念して、 YouTubeチャンネルKurzgesagtは、ウィアーの許可を得て、物語に基づいてアニメーションを作成し、2019年9月1日に公開した。